# Dexter Pittman
Dexter Jerome Pittman (ur. 2 marca 1988  w Rosenbergu w Teksasie) – amerykański koszykarz, występujący na pozycji środkowego, mistrz NBA z 2012.
Karierę koszykarską rozpoczynał w 2006, kiedy to trafił na studia na uniwersytet Teksasu w Austin, gdzie reprezentował barwy drużyny uczelnianej Texas Longhorns. Po czterech latach studiów zgłosił się do draftu, w którym został wybrany z 32. numerem przez Miami Heat. W swoim pierwszym sezonie w barwach Heat rozegrał tylko dwa spotkania, ponieważ prawie cały sezon spędził w D-League, w barwach Sioux Falls Skyforce. Mistrz NBA wraz z Miami Heat z sezonu 2011/12.
21 lutego 2013 oddany w ramach wymiany do Memphis Grizzlies. 14 kwietnia 2013 został przez nich zwolniony.
Pittman dołączył do składu drużyny San Antonio Spurs na ligę letnią 2013. We wrześniu 2013 podpisał kontrakt z Chicago Bulls, jednak 26 października, przed rozpoczęciem sezonu, został przez nich zwolniony.
27 listopada 2013 został pozyskany przez drużynę NBA Development League, Springfield Armor. Jego kontrakt został jednak wykupiony zanim zagrał w jakimkolwiek meczu. 6 stycznia 2014 został zawodnikiem Austin Toros.
22 lutego 2014 podpisał 10-dniowy kontrakt z Atlanta Hawks, jednak został przez nich zwolniony pięć dni później, 27 lutego. 1 marca ponownie dołączył do Toros. 10 kwietnia podpisał kontrakt na resztę sezonu z Houston Rockets. Kilka dni później został jednak zwolniony, nie grając w żadnym meczu w barwach Rockets. 19 kwietnia 2014 podpisał kontrakt z drużyną Caciques de Humacao grającą w portorykańskiej lidze Baloncesto Superior Nacional.
3 stycznia 2022 dołączył do Al-Bahrain Club Manama.

## Osiągnięcia
Stan na 8 czerwca 2024, na podstawie, o ile nie zaznaczono inaczej.
NCAA
- Uczestnik rozgrywek:
  - Elite 8 turnieju NCAA (2008)
  - II rundy turnieju NCAA (2007–2009)
  - turnieju NCAA (2007–2010)
- Mistrz sezonu regularnego konferencji Big 12 (2008)
- Zaliczony do I składu turnieju:
  - Big 12 (2009)
  - CBE Classic Sprint (2010)

NBA
- Mistrz NBA (2012)

D-League
- Uczestnik meczu gwiazd D-League (2011)
- Zaliczony do II składu turnieju NBA D-League Showcase (2013)